# Hyoscyamus niger
Il giusquiamo nero (Hyoscyamus niger L.) è una pianta erbacea velenosa, annua o bienne, della famiglia delle Solanacee.
La pianta in passato è stata usata per i suoi effetti farmacologici. Nell'antichità e nel Medioevo aveva fama di erba magica ed era usato come narcotico o per favorire la pioggia.

## Descrizione
La pianta è alta da 40 a 60 cm, presenta radici lunghe e fusiformi, fusto eretto, semplice o più spesso ramificato, rivestito di lunghi peli molli vischiosi che sono presenti anche nelle altre parti verdi della pianta; tali parti sono maleodoranti se stropicciate.
Le foglie sono ovato-oblunghe, acutamente lobate di color verde-grigiastro opaco; quelle superiori sono amplessicauli, le inferiori sono picciolate.
I fiori sono solitari o in gruppi poco numerosi, eretti o portati un po' obliquamente, all'ascella delle foglie nella parte superiore della pianta e poiché non sbocciano simultaneamente, alla fine della fioritura risultano densamente raggruppati all'apice dei fusti e dei rami, in diverse fasi di fioritura. I fiori posseggono calice persistente a guisa di orciulo con 5 denti; la corolla è gamopetala, tubuloso–imbutiforme, un po' irregolare a lembo espanso in 5 lobi petaliformi arrotondati: è di color giallo pallido con reticolo di venature e interno del tubo di color violetto-vinoso scuro.
Il frutto è una capsula a pisside racchiusa nel calice, che si apre superiormente per permettere la disseminazione dei numerosi piccoli semi che vi sono contenuti.

## Distribuzione e habitat
La specie ha un ampio areale eurasiaco e nordafricano.
Si trova presso le case di campagna, dove sono frequenti le condizioni di terreno smosso ed alquanto ricco, presso concimaie o presso ruderi, oppure lungo le strade campestri.

## Principi attivi
Le parti in passato impiegate in terapia erano le foglie e i semi. Hanno proprietà sedative, spasmolitiche, analgesiche e narcotiche; danno luogo a midriasi, che è pericolosa in condizioni operative anche a bassi dosaggi, perché compromette, con la sedazione, la percezione visiva, ed i tempi di riflesso nervoso.
Il giusquiamo bianco (Hyoscyamus albus), con fiori più piccoli, anche questi anulati di violetto, ha le medesime proprietà.
Data la notevolissima tossicità, l'uso farmacologico per autodosaggio di parti della pianta è assai pericoloso, e lo stesso uso con dosaggi farmaceutici più rigorosi è comunque rischioso. La valutazione del contenuto in sostanze attive è difficile, dato che le condizioni di crescita della pianta le fanno variare in maniera molto ampia, con grave rischio di sovradosaggi.
Per estrazione, dalla pianta si ricava la scopolamina.

## Nella cultura di massa
Il giusquiamo è menzionato come una medicina nel Papiro di Ossirinco, datato I secolo d.C. Allo stesso periodo sembra risalire una sorta di portapillole, un osso cavo col tappo in resina di betulla e pieno di semi di giusquiamo nero, ritrovato nei pressi di Utrecht nel 2024.
Nell'Amleto di William Shakespeare il re, padre di Amleto, viene ucciso per avvelenamento da giusquiamo versatogli nell'orecchio durante il sonno.
Nel romanzo Salammbô, al cap. XIII, Gustave Flaubert si riferisce ai «bevitori di giusquiamo» come i più feroci difensori della città di Cartagine, assediata dai suoi ex-mercenari: inaffidabili, però – perché, «quando erano assaliti da una crisi, si credevano bestie feroci e balzavano sui passanti, sbranandoli».
Nel Romanzo di Nostradamus scritto da Valerio Evangelisti: bevendo un infuso a base di giusquiamo miscelato alla Pilosella, Michel de Nostre-Dame, riusciva ad accedere all'Ottavo Cielo, l'Abrasax, fonte meravigliosa ed altrettanto terribile delle sue funeste profezie.
Nel romanzo 'Paziente 64' del danese Jussi Adler-Olsen, è usato in varie occasioni come veleno.
Nella serie tv Spartacus viene utilizzata dal medico per ristorare i gladiatori feriti.
Nel film "La papessa" viene somministrato, insieme al colchico, dalla protagonista al papa affetto da gotta.
Nella serie tv Merlin viene usata dalla regina Ginevra, incantata dalla sacerdotessa Morgana Pendragon, per avvelenare il re dopo avergli somministrato della valeriana, pianta che fa perdere i sensi.
Nel libro "War Day" di W. Streiber e J. Kunetka viene usata come veleno per l'eutanasia dei colpiti da radiazioni.
Nel III volume del 'Grande Vangelo di Giovanni' (Jakob Lorber), fino ad un paio di gocce aggiunte a succo d'aloe, ogni due giorni, come rimedio d'aggiunta per far rinsavire gli stupratori.